# Dominique Colonna
Dominique Colonna (Corte, Francia, 4 de septiembre de 1928-ibídem, 12 de septiembre de 2023) fue un jugador, entrenador de fútbol y dirigente deportivo francés de ascendencia italiana. En su etapa como jugador profesional se desempeñaba como guardameta.
Fue vicepresidente del Olympique de Marsella en 1995 y después asumió la presidencia de su club formativo, el US Corte. También fue ganador de la primera edición de la lotería deportiva en 1985.
Tras su retiro, se convirtió en propietario de un hotel y restaurante que también incluía un bar en Corte, que llevaba su nombre.

## Selección nacional
Fue internacional con la selección francesa en 13 ocasiones. Formó parte de la selección que obtuvo el tercer lugar en la Copa del Mundo de 1958, pese a no haber jugado ningún partido durante el torneo.

### Participaciones en Copas del Mundo
| Mundial                        | Sede   | Resultado    | Partidos | Goles |
| ------------------------------ | ------ | ------------ | -------- | ----- |
| Copa Mundial de Fútbol de 1958 | Suecia | Tercer lugar | 0        | 0     |

## Equipos

### Como jugador
| Equipo          | País    | Año       |
| --------------- | ------- | --------- |
| Montpellier HSC | Francia | 1948-1949 |
| Stade français  | Francia | 1949-1955 |
| OGC Niza        | Francia | 1955-1957 |
| Stade de Reims  | Francia | 1957-1963 |

### Como entrenador
| Equipo             | País    | Año       |
| ------------------ | ------- | --------- |
| Selección nacional | Camerún | 1965-1970 |

## Palmarés

### Campeonatos nacionales
| Título                  | Equipo         | País    | Año  |
| ----------------------- | -------------- | ------- | ---- |
| Division 2              | Stade français | Francia | 1952 |
| Division 1              | OGC Niza       | Francia | 1956 |
| Division 1              | Stade de Reims | Francia | 1958 |
| Copa de Francia         | Stade de Reims | Francia | 1958 |
| Challenge des Champions | Stade de Reims | Francia | 1958 |
| Division 1              | Stade de Reims | Francia | 1960 |
| Challenge des Champions | Stade de Reims | Francia | 1960 |
| Division 1              | Stade de Reims | Francia | 1962 |